# Кристина Фридерика фон Вюртемберг
Кристина Фридерика фон Вюртемберг (на немски: Christine Friederike von Württemberg; * 28 февруари 1644 в Щутгарт; † 30 октомври/9 ноември 1674 в Щутгарт) е херцогиня от Вюртемберг и чрез женитба графиня, от 1674 г. княгиня, на Йотинген-Йотинген.
Тя е дъщеря на херцог Еберхард III фон Вюртемберг-Щутгарт (1614 – 1674) и първата му съпруга вилд- и рейнграфиня Анна Катарина Доротея фон Залм-Кирбург (1577 – 1651), дъщеря на шведския военачалник граф Йохан Казмир фон Залм-Кирбург (1577 – 1651) и първата му съпруга графиня Доротея фон Золмс-Лаубах (1579 – 1631).
Кристина Фридерика се омъжва на 28 май или на 7 юни 1665 г. в Щутгарт за граф Албрехт Ернст I фон Йотинген-Йотинген (1642 – 1683), вторият син на граф Йоахим Ернст фон Йотинген-Йотинген (1612 – 1659) и втората му съпруга графиня Анна Доротея фон Хоенлое-Нойенщайн-Глайхен (1621 – 1643). Тя е първата му съпруга. Албрехт Ернст I е издигнат през 1674 г. на имперски княз.
Тя умира на 30 октомври 1674 г. в Щутгарт на 30 години и е погребана в Харбург. Албрехт Ернст I се жени втори път на 30 април 1682 г. в Йотинген за нейната сестра херцогиня Еберхардина Катарина фон Вюртемберг-Винентал (* 12 април 1651, Щутгарт; † 19 август 1683, Йотинген).

## Фамилия
Кристина Фридерика и Албрехт Ернст I фон Йотинген-Йотинген имат децата:
- Еберхардина София (* 16 август 1666, Йотинген; † 30 октомври 1700, Аурих), омъжена в Байройт на 3 май 1685 г. за княз Христиан Еберхард от Източна Фризия (1665 – 1708)
- Албертина Шарлота (* 14 януари 1668; † 21 юни 1669)
- Албрехт Ернст II (* 8 август 1669, Йотинген; † 30 март 1731, Шратенхофен), 2. княз на Йотинген-Йотинген, женен на 11 октомври 1688 г. в Дармщат за ландграфиня София Луиза фон Хесен-Дармщат (* 6 юли 1670; † 2 юни 1758)
- Кристина Луиза (20 март 1671, Йотинген – 3 септември 1747, Бланкенбург), омъжена на 22 април 1690 г. в Аурих за херцог Лудвиг Рудолф фон Брауншвайг-Бланкенберг (1671 – 1735)
- Хенриета Доротея (14 февруари 1672, Йотинген – 18 май 1728, Висбаден), омъжена в Кирххайм унтер Тек на 22 септември 1688 / Дармщат 26 октомври 1688 г. за княз Георг Август фон Насау-Идщайн (1665 – 1721)
- Еберхард Фридрих (* 3 март 1673; † 13 февруари 1674), граф
- Емануел (* 9 април 1674; † 7 декември 1674), принц